# Крестед-Бютт (Колорадо)
Крестед-Бютт (англ. Crested Butte) — місто (англ. town) в США, в окрузі Ганнісон штату Колорадо. Населення — 1639 осіб (2020).

## Географія
Крестед-Бютт розташований за координатами 38°52′4″ пн. ш. 106°58′38″ зх. д. / 38.86778° пн. ш. 106.97722° зх. д. (38.867736, -106.977266).  За даними Бюро перепису населення США в 2010 році місто мало площу 2,18 км², уся площа — суходіл.

### Клімат
Місто знаходиться у зоні, котра характеризується континентальним субарктичним кліматом. Найтепліший місяць — липень із середньою температурою 14 °C (57.2 °F). Найхолодніший місяць — січень, із середньою температурою -11.2 °С (11.8 °F).
| Клімат Крестед-Бютта    | Клімат Крестед-Бютта | Клімат Крестед-Бютта | Клімат Крестед-Бютта | Клімат Крестед-Бютта | Клімат Крестед-Бютта | Клімат Крестед-Бютта | Клімат Крестед-Бютта | Клімат Крестед-Бютта | Клімат Крестед-Бютта | Клімат Крестед-Бютта | Клімат Крестед-Бютта | Клімат Крестед-Бютта | Клімат Крестед-Бютта |
| Показник                | Січ.                 | Лют.                 | Бер.                 | Квіт.                | Трав.                | Черв.                | Лип.                 | Серп.                | Вер.                 | Жовт.                | Лист.                | Груд.                | Рік                  |
| Абсолютний максимум, °C | 15                   | 11,1                 | 13,9                 | 22,2                 | 26,7                 | 30                   | 35                   | 32,8                 | 30,6                 | 25,6                 | 20,6                 | 15,6                 | 35                   |
| Середній максимум, °C   | −2,3                 | −0,3                 | 3,4                  | 8,4                  | 15,1                 | 21,2                 | 24,4                 | 23,2                 | 19,2                 | 13,4                 | 5                    | −1,1                 | 10,8                 |
| Середня температура, °C | −11,2                | −9,3                 | −5,2                 | 0,4                  | 6,4                  | 10,9                 | 14                   | 13,2                 | 9,1                  | 3,6                  | −4                   | −10                  | 1,5                  |
| Середній мінімум, °C    | −20,2                | −18,4                | −13,8                | −7,7                 | −2,3                 | 0,7                  | 3,6                  | 3,1                  | −1                   | −6,2                 | −12,9                | −18,9                | −7,8                 |
| Абсолютний мінімум, °C  | −41,7                | −43,9                | −35,6                | −27,2                | −18,3                | −9,4                 | −8,3                 | −8,3                 | −16,1                | −32,2                | −33,3                | −39,4                | −43,9                |
| Норма опадів, мм        | 69                   | 60                   | 59                   | 45                   | 36                   | 33                   | 50                   | 54                   | 51                   | 39                   | 44                   | 59                   | 600                  |
| Днів з опадами          | 10                   | 10                   | 10                   | 9                    | 8                    | 6                    | 10                   | 12                   | 9                    | 7                    | 8                    | 9                    | 108                  |
| Днів зі снігом          | 10,5                 | 10,2                 | 10,4                 | 7,8                  | 3                    | 0,3                  | 0                    | 0                    | 0,7                  | 3,8                  | 8,8                  | 10,7                 | 66,2                 |
| ----------------------- | -------------------- | -------------------- | -------------------- | -------------------- | -------------------- | -------------------- | -------------------- | -------------------- | -------------------- | -------------------- | -------------------- | -------------------- | -------------------- |
| Джерело: Weatherbase    |                      |                      |                      |                      |                      |                      |                      |                      |                      |                      |                      |                      |                      |

## Демографія
Згідно з переписом 2010 року, у місті мешкало 1487 осіб у 725 домогосподарствах у складі 283 родин. Густота населення становила 682 особи/км².  Було 1069 помешкань (490/км²).
Расовий склад населення:
| - 95,9 % — білих - 1,4 % — азіатів - 0,4 % — корінних американців - 0,1 % — чорних або афроамериканців |

До двох чи більше рас належало 1,3 %. Частка іспаномовних становила 4,2 % від усіх жителів.
За віковим діапазоном населення розподілялося таким чином: 16,0 % — особи молодші 18 років, 79,7 % — особи у віці 18—64 років, 4,3 % — особи у віці 65 років та старші. Медіана віку мешканця становила 34,4 року. На 100 осіб жіночої статі у місті припадало 120,0 чоловіків;  на 100 жінок у віці від 18 років та старших — 118,0 чоловіків також старших 18 років.
Середній дохід на одне домашнє господарство  становив 70 742 долари США (медіана — 59 659), а середній дохід на одну сім'ю — 99 742 долари (медіана — 71 818). Медіана доходів становила 40 883 долари для чоловіків та 30 000 доларів для жінок. За межею бідності перебувало 13,3 % осіб, у тому числі 19,1 % дітей у віці до 18 років та 6,9 % осіб у віці 65 років та старших.
Цивільне працевлаштоване населення становило 921 осіб. Основні галузі зайнятості: мистецтво, розваги та відпочинок — 25,3 %, роздрібна торгівля — 18,5 %, науковці, спеціалісти, менеджери — 14,0 %.